# S.O.B. (nummer)
"S.O.B." is een nummer van de Amerikaanse band Nathaniel Rateliff & the Night Sweats. Het nummer werd uitgebracht op hun debuutalbum Nathaniel Rateliff & the Night Sweats uit 2015. Op 15 juli van dat jaar werd het nummer uitgebracht als de eerste single van het album.

## Achtergrond
"S.O.B." is geschreven door frontman Nathaniel Rateliff en geproduceerd door Richard Swift. Rateliff heeft gezegd dat het nummer gaat over het verbreken van een relatie, en dan vooral over het deel waarin men de zorgen wegdrinkt. De tekst is gebaseerd op zijn eigen ervaringen met delirium tremens nadat hij een tijd lang geen alcohol had gedronken. Ook vertelde hij dat het nummer oorspronkelijk als grap werd geschreven en dat zijn band eigenlijk niet van plan was om het op te nemen, maar dit toch deden na diverse positieve reacties.
Op 15 juli 2015 werd "S.O.B." op single uitgebracht, samen met de bijbehorende videoclip. In de clip speelt de band het nummer voor een publiek vol gevangenen, wat een homage is aan de laatste scène van de film The Blues Brothers. Het nummer kreeg meer aandacht nadat de band het op 5 augustus 2015 live speelde tijdens The Tonight Show with Jimmy Fallon. Het behaalde wereldwijd een aantal hitlijsten, waarbij in Zwitserland de zevende plaats werd gehaald en in de Vlaamse Ultratop 50 de negende plaats werd gehaald. Daarnaast werd in Vlaanderen de eerste plaats in de Radio 2 Top 30 gehaald. In Nederland werd het geen hit.

## NPO Radio 2 Top 2000
S.O.B. stond alleen in 2016 in de NPO Radio 2 Top 2000, op plek 1770.